# Pilier romain d'Albenga
Le pilier romain d'Albenga (pilone d'Albenga en italien) est un monument funéraire situé dans la commune d'Albenga, en Ligurie (Italie).
Édifié sous le Haut-Empire romain dans ce qui est alors la cité d'Albingaunum, il est largement restauré et reconstruit en 1892 mais il subit de graves dommages pendant la Seconde Guerre mondiale. Au XXIe siècle, c'est un bien culturel italien.

## Localisation
Le pilier est situé sur la commune italienne d'Albenga, dans la province de Savone. Construit à l'extrémité du mont Saint-Martin, il domine la ville et sa baie jusqu'à l'île Gallinara.
Dans la cité antique d'Albingaunum, il est implanté en bordure de la Via Julia Augusta et aux limites de la ville, à proximité de l'amphithéâtre romain]. À cette époque, la mer arrive jusqu'au pied du mont Saint-Martin.

## Historique
Le pilier semble construit à la fin du Ier siècle sous la dynastie des Flaviens ou au début du IIe siècle apr. J.-C. d'après le type de maçonnerie et les matériaux utilisés.
Les premières mentions écrites apparaissent en 1560, mais ne s'accompagnent pas d'une description du monument. À la fin du XIXe siècle, alors que le pilier est fortement dégradé — il ne reste que le noyau central et des fragments de parement —, il est restauré par Alfredo d'Andrade, de manière jugée parfois excessive. Il ne reste pas longtemps dans cette configuration puisque sa partie sommitale est détruite pendant la Seconde Guerre mondiale. Elle n'a jamais été reconstruite.
Le monument figure dans le catalogue des biens culturels italiens.

## Description
Au XXIe siècle, le pilier est amputé de son édicule et des niches qui y étaient pratiquées à la fin du XIXe siècle et, dans cette configuration, il mesure environ 8 m de haut pour une base de 3,40 × 2,65 m. Les parties disparues du monument sont visibles sur les photographies réalisées entre 1892, date du début de sa restauration, et 1944, année de sa destruction partielle.
Par contre, sur sa face sud-est, tournée vers la mer, une petite niche est creusée dans le podium et elle possède elle-même deux alvéoles secondaires latérales ; les parois intérieures gardent la trace d'un enduit jaunâtre ; peut-être d'origine, elle devait accueillir une ou des urnes funéraires.
Il est constitué d'un noyau plein en opus caementicium que recouvre un parement en opus incertum de galets grossièrement équarris et décoré de corniches et de pilastres en briques. Bien qu'il soit réalisé avec les mêmes matériaux que celui d'origine, le parement reconstruit à la fin du XIXe siècle s'en distingue par sa couleur d'ensemble plus claire.
Construit sur le flanc d'un coteau, le pilier d'Albenga ne semble pas accompagné d'une enclos funéraire, mais ce n'est pas une certitude, en l'absence de fouilles. Pour autant, il semble intégré à une nécropole se développant aux limites de la ville ; elle est fréquentée du milieu du Ier au milieu du IIe siècle et comprend surtout des enclos funéraires ; les constructions mettent en œuvre les mêmes méthodes architecturales que le pilier.

États successifs
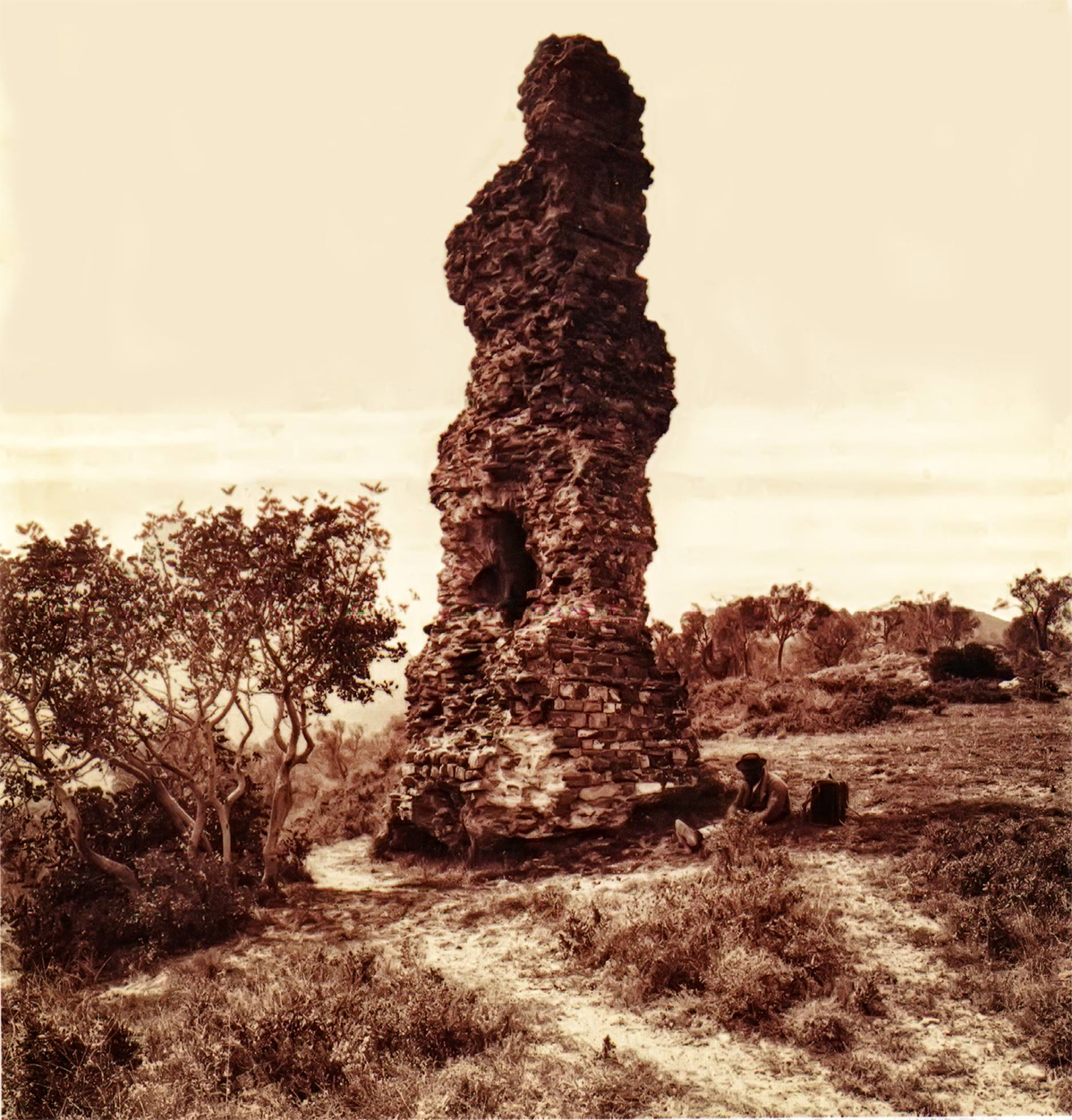
Le pilier avant sa restauration.
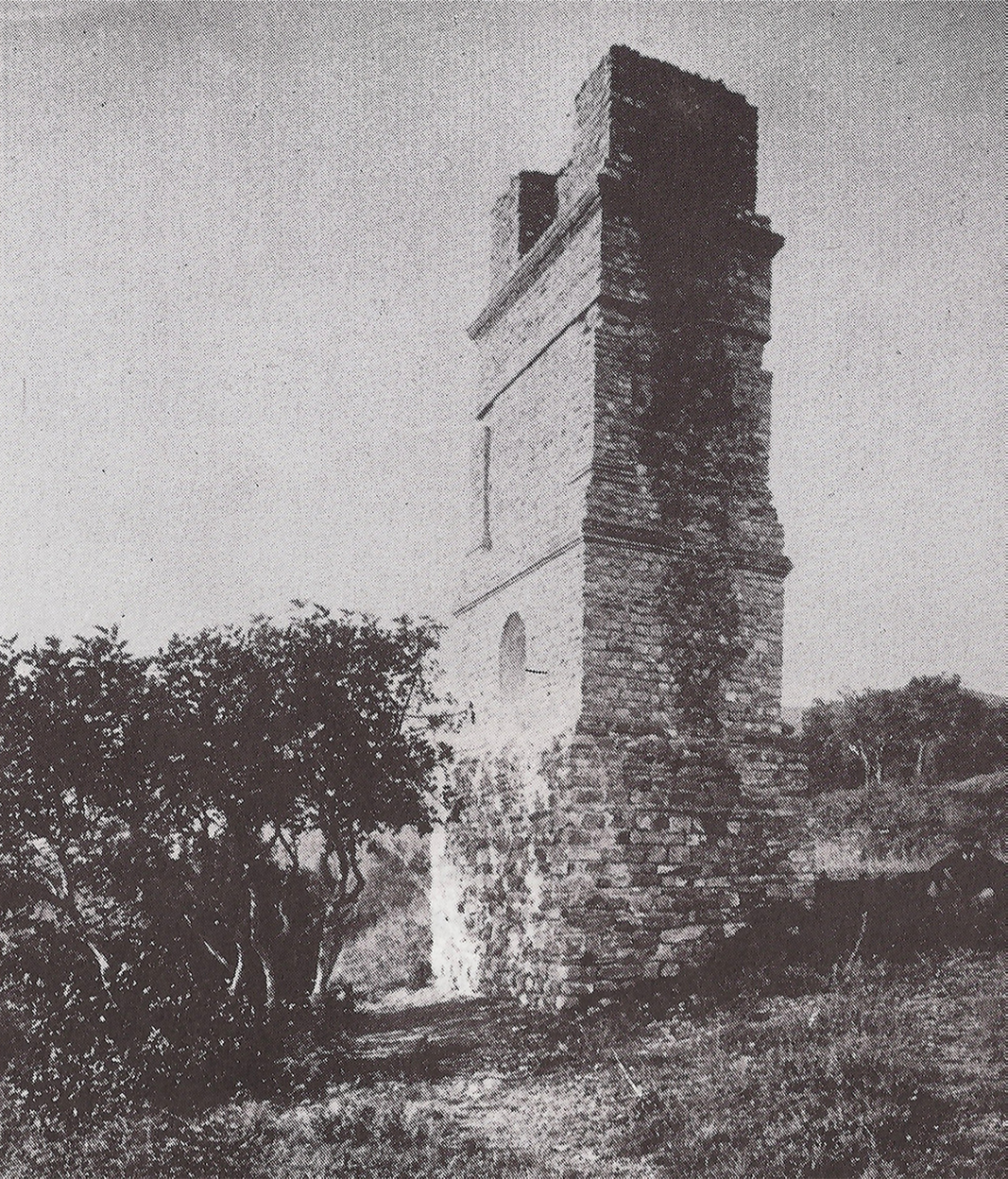
Le pilier restauré.
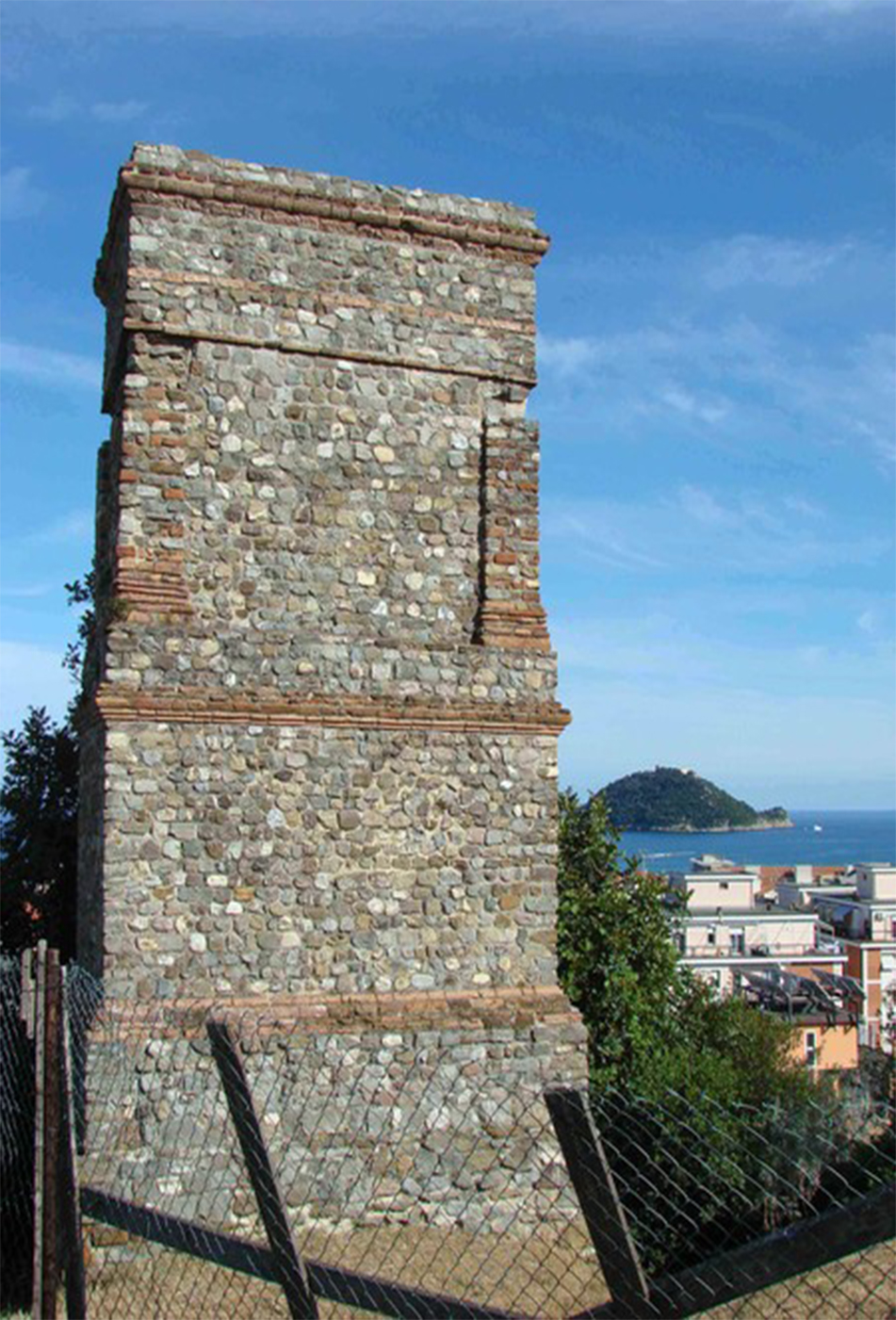
Le pilier au XXIe siècle.

## Fonction
Comme pour d'autres monuments funéraires analogues, le doute a longtemps subsisté sur sa fonction réelle : son implantation près du rivage maritime et du port antique l'a parfois fait considérer comme un phare au XVIe siècle, hypothèse démentie au début du XIXe siècle. C'est alors que, pour peu de temps, le pilier est assimilé à un monument dédié à un dieu lié aux chemins et aux voies.
Ce n'est que dans les années 1930 que sa fonction funéraire est reconnue. Il s'agit d'un mausolée, qui comportait à son étage inférieur une niche abritant les cendres du défunt et, plus haut, d'autres niches où étaient certainement placées des statues, dos à dos et pouvant représenter la même personne, ou deux personnages différents.